# Anisomeria fruticosa
Anisomeria fruticosa är en kermesbärsväxtart som beskrevs av Rodolfo Amando Philippi. Anisomeria fruticosa ingår i släktet Anisomeria och familjen kermesbärsväxter. Inga underarter finns listade i Catalogue of Life.